# Bramans
Bramans is een plaats en voormalige gemeente in het Franse departement Savoie in de regio Auvergne-Rhône-Alpes. De plaats maakt deel uit van het arrondissement Saint-Jean-de-Maurienne en sinds 1 januari 2017 van de commune nouvelle Val-Cenis.

## Geografie
De oppervlakte van Bramans bedraagt 82,8 km², de bevolkingsdichtheid is 4,4 inwoners per km².
De onderstaande kaart toont de ligging van Bramans met de belangrijkste infrastructuur en aangrenzende gemeenten.

## Demografie
Onderstaande figuur toont het verloop van het inwonertal.